# لائورا استر
لائورا استر (اسپانیایی: Laura Ester‎؛ زادهٔ ۲۰ ژانویهٔ ۱۹۹۰) بازیکن واترپلو اهل اسپانیا است.